# Niesłysz
Niesłysz – jezioro w Polsce, położone w województwie lubuskim, w powiecie świebodzińskim, w gminie Lubrza. Największe jezioro Pojezierza Łagowskiego.

## Położenie i charakterystyka
Jezioro znajduje się w południowej części Pojezierza Łagowskiego, na terenie powiatu świebodzińskiego. Dawniej, w regionalizacji fizycznogeograficznej Kondrackiego, zaliczane do Równiny Torzymskiej. Jezioro pochodzenia poligenetycznego, u zbiegu dwóch rynien polodowcowych. Północna część pochodzenia rynnowego, a południowa morenowego. Linia brzegowa jeziora jest dobrze rozwinięta; brzegi przeważnie wysokie, porośnięte lasem. Jezioro ma wiele zatok, stanowiących o jego nieregularnym kształcie. Na jeziorze znajdują się trzy wyspy: Koziniec, Ostrowie, Ptasia, które w 1960 roku zajmowały 10,4 ha, a według danych z 2015 roku już 18 ha. Pod względem warunków do rozwoju życia Niesłysz jest jeziorem eutroficznym.

## Hydronimia
Jezioro pojawia się w źródłach już w 1470 roku – początkowo jako Nysschelisch, a następnie: Nieschlitzsee (1499), Nießlische See bey Schwiebussen (1625), Nöslisch See (1643), Nischlischen See (1670), Nöschlische See (1689), Nöstisch See (1690), Nischlitz (1739), Der Nischliz-See (1791), Nischlitz See (1809), Gross Nischlitzsee (1938). W publikacjach po II wojnie światowej – aż do 1950 roku – jezioro było nazywane Niesulica lub jezioro Niesulickie. Obecna nazwa została wprowadzona urzędowo 3 listopada 1950 roku. W niektórych źródłach jezioro jest określane jako Jezioro Niesulickie, jednak państwowy rejestr nazw geograficznych nie wymienia żadnych nazw obocznych.

## Morfometria
Według danych Instytutu Rybactwa Śródlądowego powierzchnia zwierciadła wody jeziora wynosi 486,2 ha, natomiast A. Choiński oraz A.Richling szacują powierzchnię zwierciadła wody na 526 ha. Jeziorna jednolita część wód powierzchniowych ma powierzchnię 521 ha. Średnia głębokość zbiornika wodnego to 6,9 m, a maksymalna – 34,7 m. Lustro wody znajduje się na wysokości 78,4 m n.p.m. Objętość jeziora wynosi 34 457,6 tys. m³. Maksymalna długość jeziora to 4700 m, a szerokość 1700 m. Długość linii brzegowej jeziora wynosi 18 925 m, a linia brzegowa wysp 2050 m.
Latem 1993 roku stwierdzono 10-metrową miąższość epilimnionu, a hypolimnion zaczynał się 2–4 metry głębiej, więc stratyfikacja termiczna dotyczyła jedynie niewielkich jego obszarów.
Jezioro położone jest na wododziale. Zasilają je wody podziemne oraz cieki o niewielkim przepływie, m.in. z jezior: Złoty Potok, Czarny Dół oraz Księżno. Powierzchnia zlewni całkowitej wynosi 51,4 km². Istnieją dwa odpływy wód z jeziora Niesłysz – na południe odpływ odbywa się rzeką Ołobok, a na północ Kanałem Niesulickim. Od 1960 roku odpływ wód na północ został zamknięty za pomocą zastawki i od tego czasu całość wód odprowadzana jest odpływem południowym w kierunku Odry.
Według Mapy Podziału Hydrograficznego Polski jest położone na terenie zlewni piątego poziomu o nazwie Zlewnia jez. Niesłysz; identyfikator MPHP to 15189.

## Zagospodarowanie

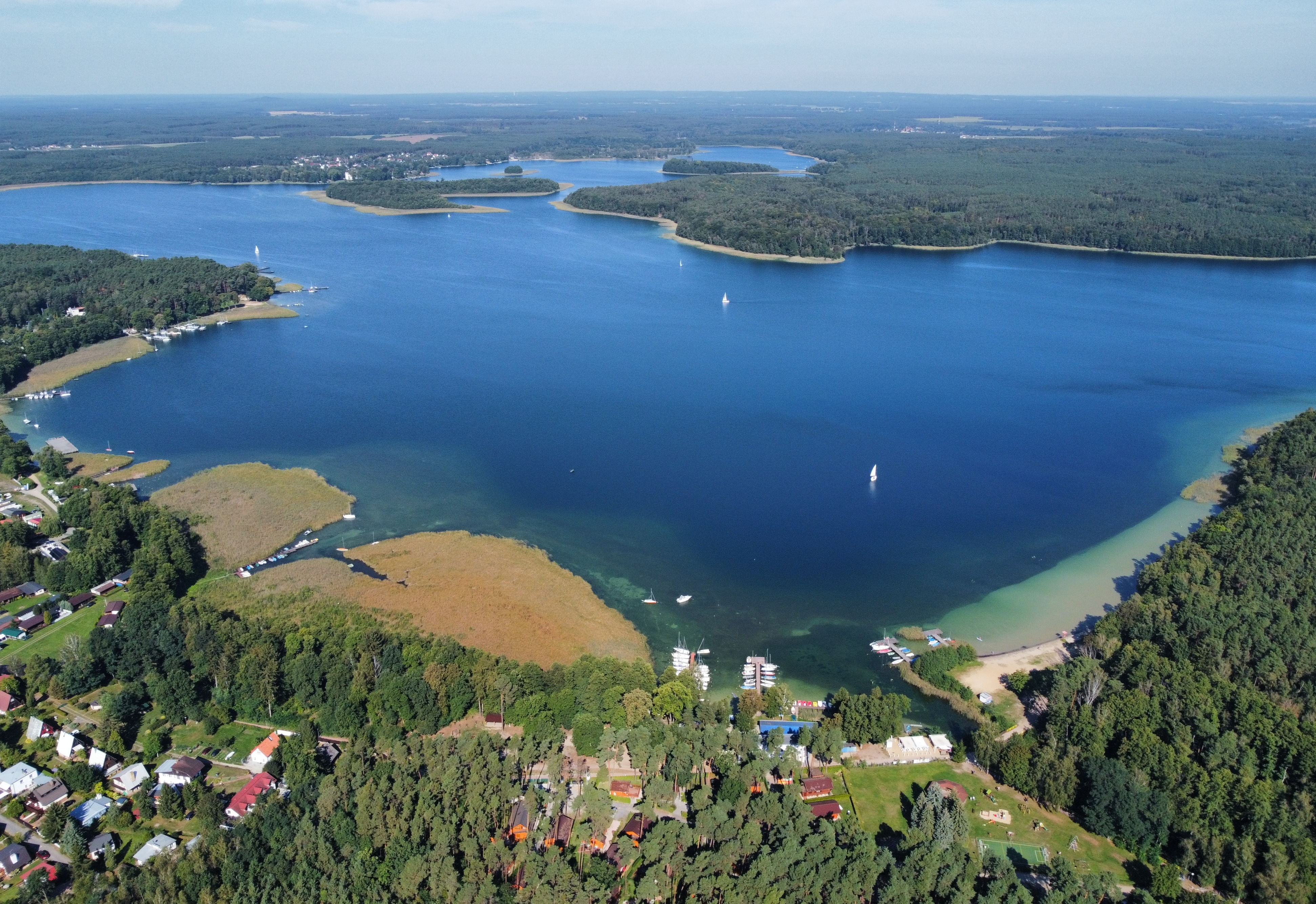
Południowo-wschodnia część jeziora Niesłysz widziana z powietrza

Wiodącą funkcją użytkowania jeziora jest turystyka i rekreacja. W miejscowościach nadbrzeżnych znajdują się liczne ośrodki wypoczynkowe, m.in.: Niesulice, Przełazy oraz Tyczyno. Według danych z 2005 roku nad jeziorem corocznie wypoczywało około 180 tys. turystów. Jezioro jest miejscem uprawiania żeglarstwa rekreacyjnego i wyczynowego. Wokół brzegów zlokalizowanych jest kilka przystani jachtowych. Wiele z nich oferuje szkolenia dla początkujących. W ciągu roku wielokrotnie organizowane są regaty, m.in. o puchar starosty świebodzińskiego lub poszczególnych klubów jachtowych.
W 2005 roku w bezpośrednim sąsiedztwie jeziora funkcjonowało 16 ośrodków wczasowych. Ze względu na dużą przeźroczystość wód jezioro Niesłysz wykorzystywane jest również przez nurków do prowadzenia obozów szkoleniowych oraz nurkowania rekreacyjnego. W 2022 roku nad jeziorem znajdowały się trzy kąpieliska, ujęte w ewidencji gminnej; wszystkie zostały wyznaczone zgodnie z zasadami dyrektywy kąpieliskowej, a jakość ich wód sklasyfikowano jako doskonałą.
W systemie gospodarki wodnej jezioro tworzy jednolitą część wód o kodzie PLLW10038. Administratorem wód jeziora jest Regionalny Zarząd Gospodarki Wodnej we Wrocławiu. Utworzył on obwód rybacki, który obejmuje wody jeziora Niesłysz oraz rzeki Ołobok (obwód rybacki jezioro Niesłysz na rzece Ołobok – Nr 1). Gospodarkę rybacką na jeziorze prowadzi państwowe Gospodarstwo Rybackie w Zbąszyniu. Według rybackiej typologii jest to jezioro sielawowe.

## Przyroda
Roślinność wynurzona pokrywa ok. 90% powierzchni linii brzegowej, zajmując pas o szerokości od 3 do 150 m. Na północy jeziora przeważają takie rośliny jak trzcina pospolita oraz oczeret jeziorny, natomiast w południowej części dominują: pałka wąskolistna, sit ściśniony oraz tatarak zwyczajny. Rośliny zanurzone zajmują około 130 ha powierzchni tafli wody; dominują wśród nich: grążel żółty, żabiściek pływający, rdestnica pływająca oraz moczarka kanadyjska. Stwierdzono występowanie roślin zanurzonych do głębokości 7,2 m, co świadczy o wysokiej przeźroczystości wód jeziora. Według badań z lat 90. XX w. wśród fitoplanktonu dominują okrzemki, zwłaszcza Fragilaria crotonensis, Melosira granulata, Asterionella formosa, Tabellaria fenestrata i Synedra acus. W mniejszych zagęszczeniach występują takie glony jak: Ceratium hirundinella, Dictyosphaerium pulchellum, eudorina elegans i Microcystis.
Jezioro jest ważnym miejscem przebywania ptaków wodnych. Obserwowano tu rekordowo duże w skali regionalnej skupiska: łyski (10 500 osobników w 1988 roku), gęsi zbożowej (4500 osobników w 2002 roku), gęsi białoczelnej (350 osobników w 1997 roku), głowienki (2200 osobników w 1988 roku) oraz czernicy (1850 osobników w 1988 roku). Notowano też pojedyncze przypadki występowania stosunkowo rzadkich gatunków, jak: uhla (1994), szlachar (1987) i zausznik (1986).
Na terenach leśnych otaczających jezioro występują: dziki, sarny, jelenie, borsuki, zające i daniele. W wodach jeziora żyje wiele gatunków ryb, m.in.: płoć, leszcz, ukleja, szczupak, okoń, węgorz, sielawa oraz lin.
Zgodnie z regionalizacją przyrodniczo-leśną jezioro jest położone w mezoregionie Puszczy Rzepińskiej.

## Czystość wód i ochrona środowiska

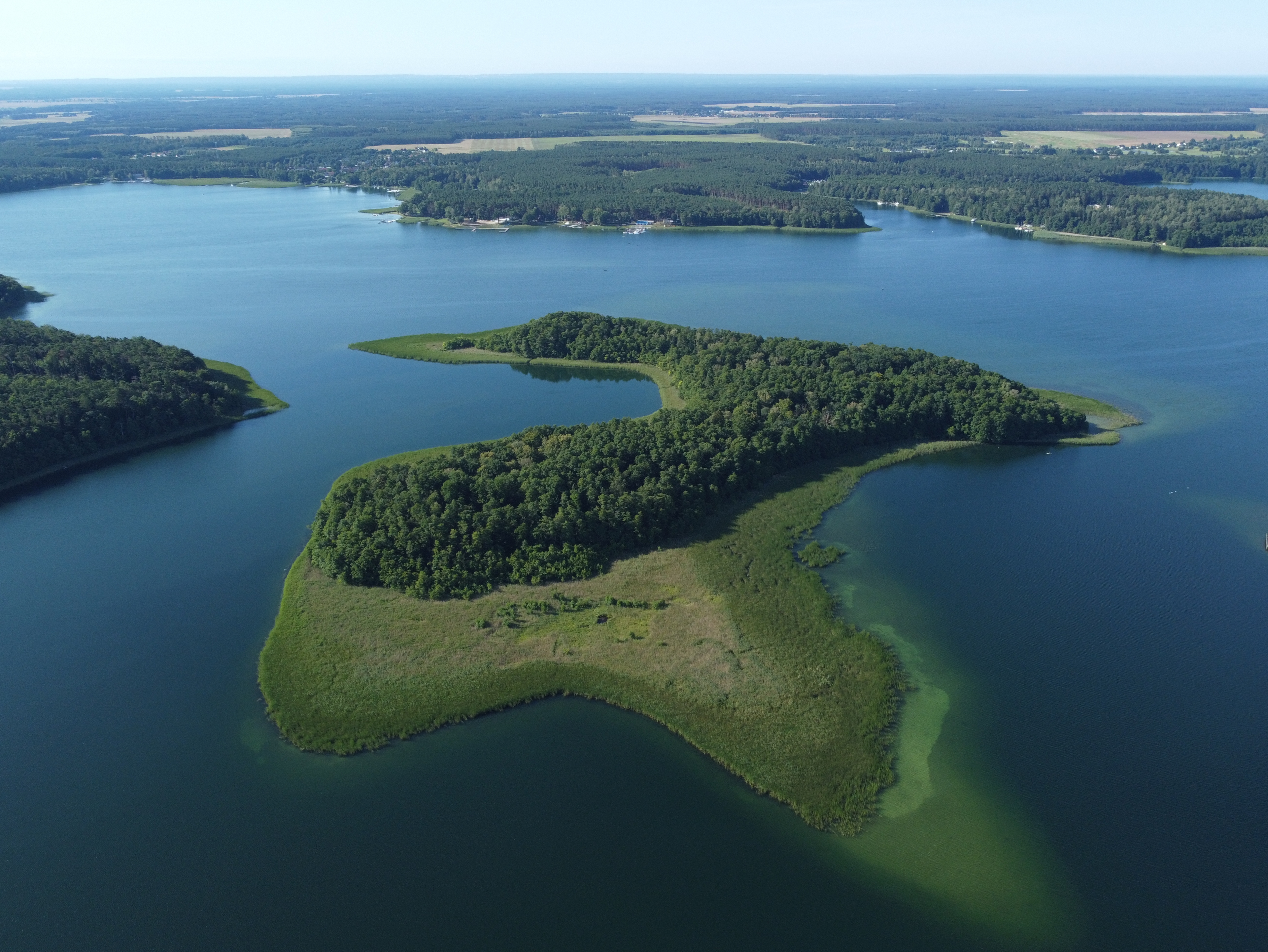
Wyspa Koziniec

W 1993 roku stan wód jeziora sklasyfikowano, według ówczesnych kryteriów, w I klasie czystości; przyznano ją mimo tymczasowego przekroczenia norm dla nasycenia hypolimnionu tlenem i stężenia związków azotu oraz – w mniejszym stopniu – fosforu. Jezioro określano wówczas jako jedno z najczystszych na terenie ówczesnego województwa zielonogórskiego. Wynikało to ze stosunkowo niedużej ilości zrzucanych ścieków, głównie z osiedli mieszkaniowych i ośrodków wypoczynkowych w Przełazach, podczas gdy ścieki z pozostałych miejscowości nie trafiały do jeziora. Badania wykonane przez Wojewódzki Inspektorat Ochrony Środowiska w Zielonej Górze w 2000 oraz 2005 roku wykazały zagrożenie wód jeziora przez nadmierną eksploatację turystyczną oraz trudności w oczyszczaniu ścieków w zlewni jeziora. O pogarszającej się jakości wód świadczyły pojawiające się zakwity sinicowe. Znaczne rozmiary jeziora buforowały jednak skutki zagrożeń i spowodowały, że jezioro Niesłysz zachowało II klasę czystości pod względem fizyko-chemicznym i I klasę czystości pod względem sanitarnym. Czystość wód jeziora uległa poprawie, o czym świadczy fakt że w badaniach przeprowadzonych w 2014 roku wody jeziora zostały zakwalifikowane do wód o bardzo dobrym stanie ekologicznym, co odpowiada I klasie jakości.
Badania z 2020 roku zaliczyły wody jeziora do wód o umiarkowanym stanie ekologicznym, co odpowiada III klasie jakości. Wskaźnikiem, który zadecydował o trzeciej klasie, był stan ekologiczny bezkręgowców bentosowych, podczas gdy stan makrozoobentosu, makrofitów, fitobentosu i ichtiofauny oceniony został jako bardzo dobry. W tym samym roku stan chemiczny wód określono jako poniżej dobrego, stwierdzając przekroczenie dopuszczalnego stężenia ołowiu i niklu. Przeźroczystość wód w 2020 roku była bardzo duża i wynosiła 4,2 metra.
Jezioro jest objęte strefą ciszy. Znajduje się na obszarze chronionego krajobrazu o nazwie Rynna Paklicy i Ołoboku. Głównym założeniem ochronnym tej strefy jest ochrona naturalnego korytarza ekologicznego wzdłuż wspomnianej rynny polodowcowej.

## Historia
Na półwyspie we wschodniej części jeziora znajduje się średniowieczne grodzisko datowane na VII/VIII wiek. W 2010 roku archeolodzy z Uniwersytetu Mikołaja Kopernika w Toruniu odkryli pozostałości najstarszego na ziemiach polskich mostu datowanego na I poł IX w. o rozmiarach ok. 100 × 4 m, wykonanego z drewna dębowego. Most ten łączył ląd z, będącą m.in. miejscem kultu, wyspą na jeziorze.
Od 1934 roku jezioro, ze względu na swoje rozmiary, stanowiło trzon budowanej przez III Rzeszę linii umocnień Nischlitz-Obra. W ramach prac uregulowano rzekę Ołobok, budując pięć budowli hydrotechnicznych, w tym Jaz 602 piętrzący wody jeziora w miejscowości Ołobok. W latach 1936/1937 dokonano prac na północ od jeziora regulując jego północny odpływ, którego fragmenty są dziś nazywane jako Kanał Niesulicki.